# Rachel Nichols
Rachel Emily Nichols (nascida em 8 de janeiro de 1980) é uma atriz e modelo norte-americana. Nichols começou a modelar enquanto frequentava a Universidade de Columbia em Nova York no final de 1990. Ela começou a estrelar nos cinemas no início de 2000; ela tinha um papel no romântico filme de drama Outono em Nova York (2000), é um papel em um episódio da 4ª temporada da série Sex and the City (2002).
Rachel também participou em vários outras produções como The Inside (série de 2005), Alias (série de 2005-06), Star Trek (filme de 2009) e The Man in the High Castle (série, em 2019), entre outros. Suas maiores aparições foram nas séries de televisão Criminal Minds (como Ashley Seaver) e Continuum (como Kiera Cameron).

## Biografia e Carreira
Rachel Nichols nasceu em Augusta, Maine, filha de Jim (professor) e Alison Nichols. Estudou na Cony High School, onde competiu no salto em altura, e comentou que na adolescência era descrita pela mãe como alguém que “floresceu tarde”, levando anos para controlar seus movimentos. Após formar-se em 1998, estudou na Universidade de Columbia em Nova York, inicialmente visando analisar Wall Street (economia e psicologia, com dupla especialização em matemática e economia). Foi descoberta por um agente de models e, após ser convidada a trabalhar em Paris, financiou seus estudos com a renda de modelo. Atuou em campanhas para Abercrombie & Fitch, Guess e L’Oréal, além de apresentar especiais da MTV. Em 2003, graduou-se em Columbia com diploma duplo em matemática e economia. Em setembro de 2008, comentou que “os sapatos de modelo foram pendurados.”
Nichols fez trabalhos comerciais e teve um pequeno papel como modelo no filme de drama romântico Autumn in New York (2000) quando seu agente de modelos a ajudou a conseguir um papel de um episódio na quarta temporada de Sex and the City (2002). Mais tarde, ela disse que "nunca tinha feito um teste de verdade antes" e acrescentou que "eu me diverti muito [filmando no set], aquele dia realmente me fez querer seguir [atuação] mais a sério." Mais tarde naquele ano, ela foi escalada para seu primeiro grande papel no cinema como Jessica, uma repórter de jornal estudantil obstinada , em Dumb and Dumberer: When Harry Met Lloyd (2003). No final de fevereiro de 2004, Nichols foi escalada para um papel principal em um piloto de drama ainda sem título para a Fox Broadcasting Company (Fox). De acordo com a Variety , sua personagem seria "uma agente da DEA que se disfarça em uma escola secundária".Após The Inside , Nichols encontrou trabalho na quinta temporada da série de ação Alias em 2005, sendo escalada para o elenco em julho daquele ano. Em 2005, Nichols desempenhou um breve papel no drama romântico Shopgirl e desempenhou um papel mais notável como babá em The Amityville Horror . Para este último, ela foi indicada ao Teen Choice Award por Choice Movie Scream Scene e ao MTV Movie Award por Melhor Performance Assustada.

## Filmografia parcial
| Ano       | Título original                         | Título no Brasil                            | Personagem              |
| --------- | --------------------------------------- | ------------------------------------------- | ----------------------- |
| 2000      | Autumn in New York                      | Outono em Nova York                         | Modelo no Bar           |
| 2003      | Dumb and Dumberer: When Harry Met Lloyd | Debi & Lóide 2 - Quando Debi Conheceu Lóide | Jessica Mathews         |
| 2004      | Debating Robert Lee                     |                                             | Trilby Moffat           |
| 2005      | The Amityville Horror                   | Horror em Amityville                        | Lisa                    |
| 2005      | Shopgirl                                | Garota da Vitrine                           | Namorada do Trey        |
| 2006      | The Woods (2006 film)                   |                                             | Samantha Wise           |
| 2007      | Resurrecting the Champ                  | O Resgate de um Campeão                     | Polly                   |
| 2007      | P2                                      | PS Sem Saida                                | Angela Bridges          |
| 2007      | Charlie Wilson's War                    | Jogos do Poder                              | Suzanne                 |
| 2008      | The Sisterhood of the Traveling Pants 2 | Quatro Amigas e um Jeans Viajante 2         | Julia Beckwith          |
| 2009      | Star Trek                               | Star Trek                                   | Gaila                   |
| 2009      | G.I. Joe: The Rise of Cobra             | G.I. Joe: A Origem De Cobra                 | Shana "Scarlett" O'Hara |
| 2009      | For Sale by Owner                       |                                             | Anna Farrier            |
| 2010      | Meskada                                 |                                             | Leslie Spencer          |
| 2011      | Conan the Barbarian                     | Conan                                       | Tamara                  |
| 2011      | A Bird of the Air                       |                                             | Fiona                   |
| 2012-2015 | Continuum                               |                                             | Kiera Cameron           |
| 2013      | Raze                                    |                                             | Jamie                   |
| 2014      | Tokarev                                 | Fúria                                       | Vanessa Maguire         |
| 2014      | Rush (TV series)                        | Rush – Medicina Vip                         | Corrinne Rush           |